# 朝鮮岩
朝鮮岩（ちょうせんいわ）は静岡県静岡市駿河区小坂にある山。標高320メートル。「岩」とつくがそのような岩石があるのではなく、稜線上の小ピークである。

## 概要
静岡市と焼津市の市境である満観峰から北東方向に延びる細長い稜線にある。この稜線は、朝鮮岩からそのまま南西に進むと丸子富士・満観峰・日本坂峠を経て焼津市側の花沢の里まで抜けられるハイキングコースとなっている。朝鮮岩へは、安倍川駅から井尻地区を抜けて1時間強で登攀できる。展望に優れており静岡市街や駿河湾・富士山を見渡せる。ベンチなども備えられ夜景スポットにもなっている。

## 由来
江戸時代に駿府を訪れた文人・墨客たちが、駿府を「晁陽（ちょうよう：朝日の意）」と呼び、その西側である「晁西（ちょうせい）」にある山（岩）として「晁西岩」と呼んでいたのが訛って「朝鮮岩」になったとされているが、これは「新・丸子路考」の著者である春田鐵雄氏が発表した仮説であることを同著に於いて述べており、はっきりとした由来はわかっていない。

## アクセス
参考文献より。休憩時間等は含まれていない。
- 安倍川駅→（15分）→井尻地区→（20分）→小野寺→（30分）→朝鮮岩
- 花沢の里→（33分）→日本坂峠→（60分）→満観峰→（27分）→丸子富士→（53分）→朝鮮岩

## ギャラリー

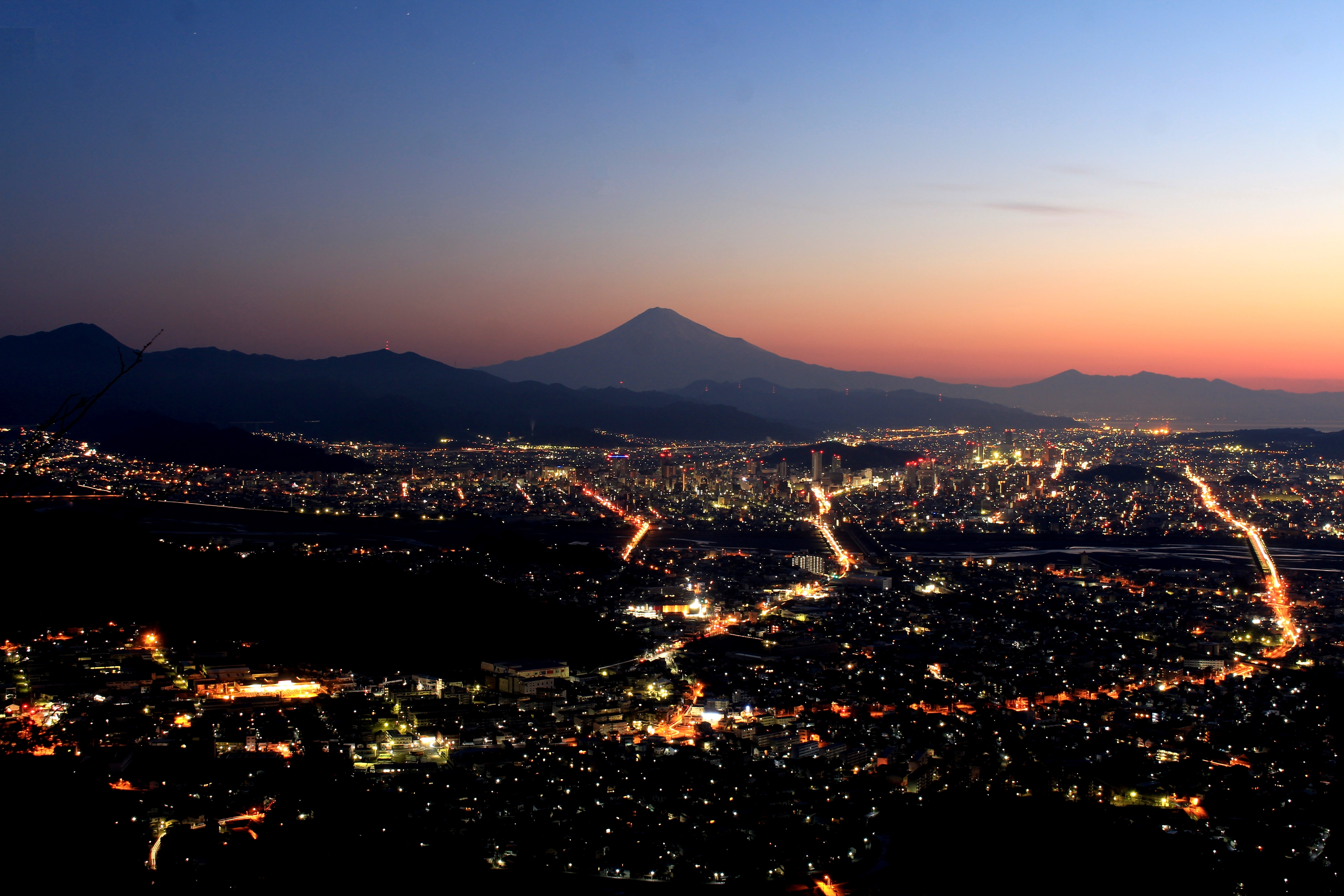
日の出前の静岡市と富士山。（2016年2月27日）
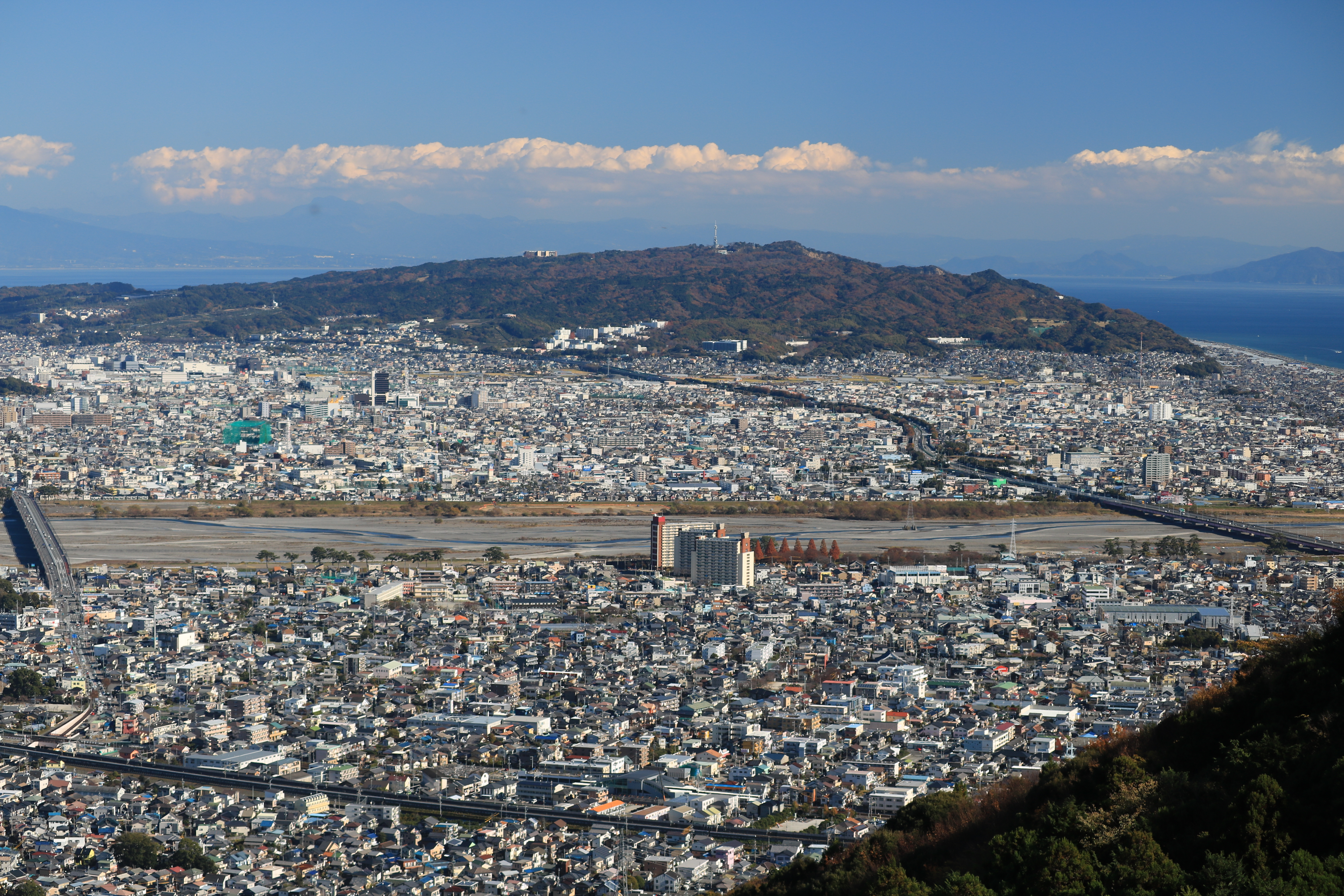
日本平と安倍川。（2016年12月10日）
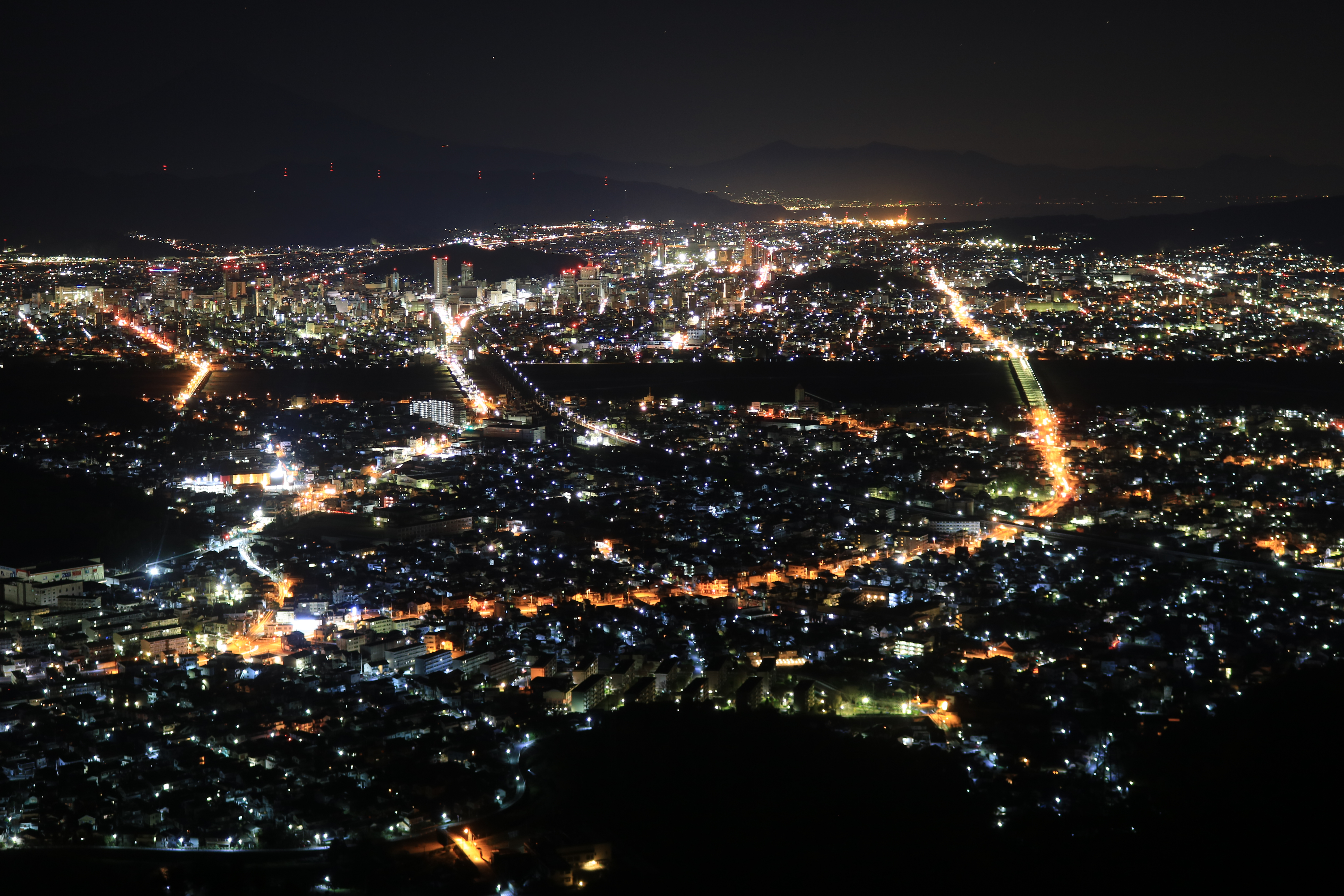
静岡市中心部の夜景。（2016年12月10日）
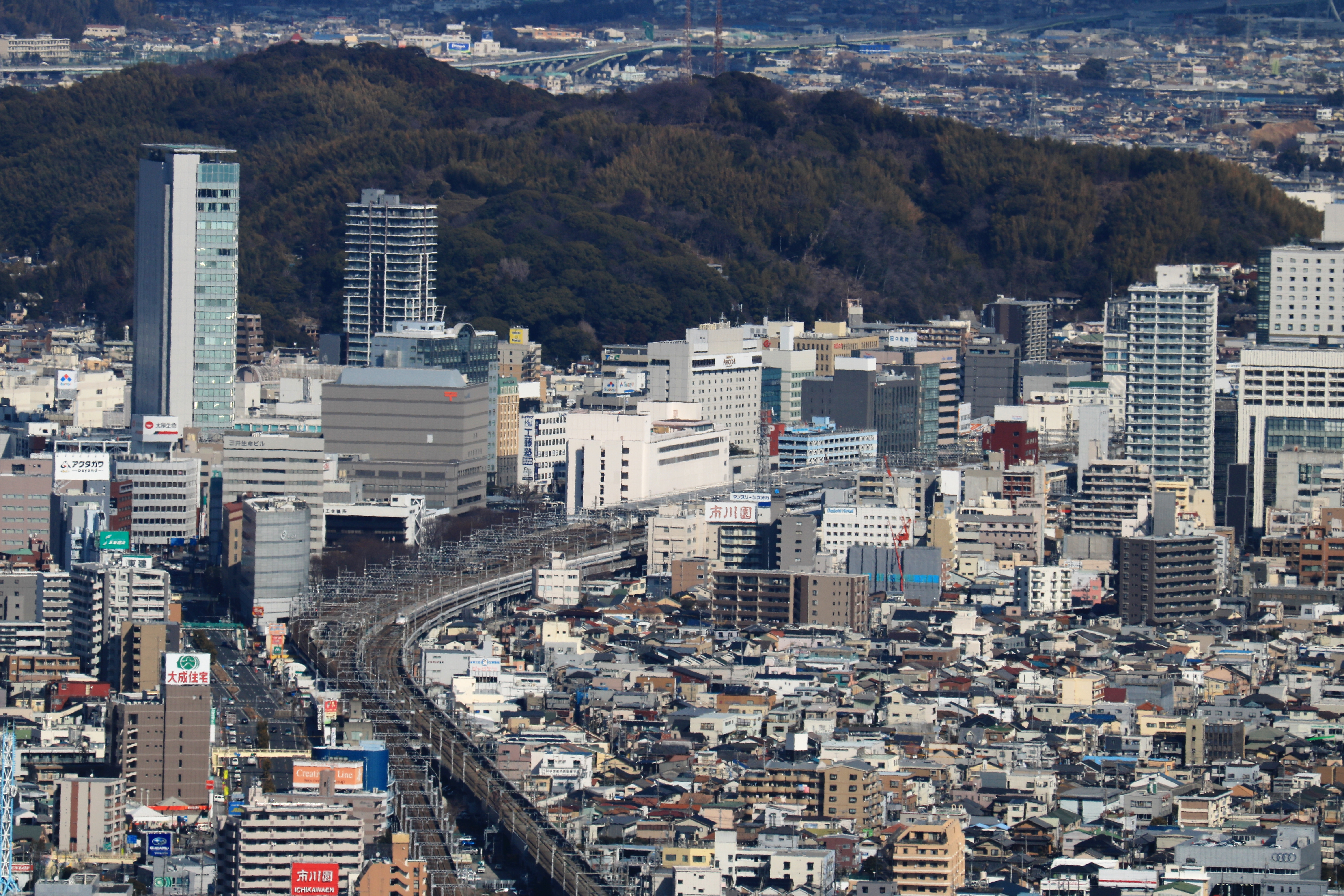
静岡駅付近。（2018年1月30日）

## 註釈
1. ↑  山と渓谷社 pp.122-124
2. ↑  山と渓谷社 pp.124
3. ↑  静岡谷島屋 pp.187
4. ↑  山と渓谷社 pp.122